# Briceño (Kolumbia)
Briceño – miasto w Kolumbii, w departamencie Boyacá.